# Bergmannstraße (Berlin)
La Bergmannstraße dans le quartier Kreuzberg de Berlin s'étend de Mehringdamm à Südstern/Gneisenaustraße dans une direction est-ouest. Elle est nommée le 20 avril 1837 d'après la grande propriétaire terrienne Marie Luise Bergmann (1774-1854, née Neumann), qui possédait les terres de cette région.

## Histoire et dénomination
Jusqu'au changement de nom de la rue, que la famille Bergmann fait aménager au XIXe siècle, elle s'appelait Weinbergsweg. Depuis 1809, toute la zone située au sud de la Bergmannstraße, à peu près de la Friesenstraße à l'ancienne brasserie Bock, appartenait à la famille Bergmann. Elle est désignée voie publique depuis 1861. Au début, elle était également orthographié Bergemannstraße.
Pendant la Seconde Guerre mondiale, les maisons du Gründerzeit autour de la Bergmannstraße n'ont subi que des dommages mineurs, tandis que la Marheinekehalle a brûlé.
Une rue latérale de Bergmannstraße, Schenkendorfstraße, est l'endroit où Peter Lorenz, candidat en tête de la CDU de Berlin, kidnappé à l'époque, trois jours avant l'élection de 1975 à la Chambre des représentants de Berlin (de), est retenu prisonnier pendant six jours dans la cave située sous un magasin d'articles d'occasion au numéro 7 de la rue. Cet endroit se trouve à quelques mètres du bureau régional de son parti.

## La "Bergmann" au XXIe siècle

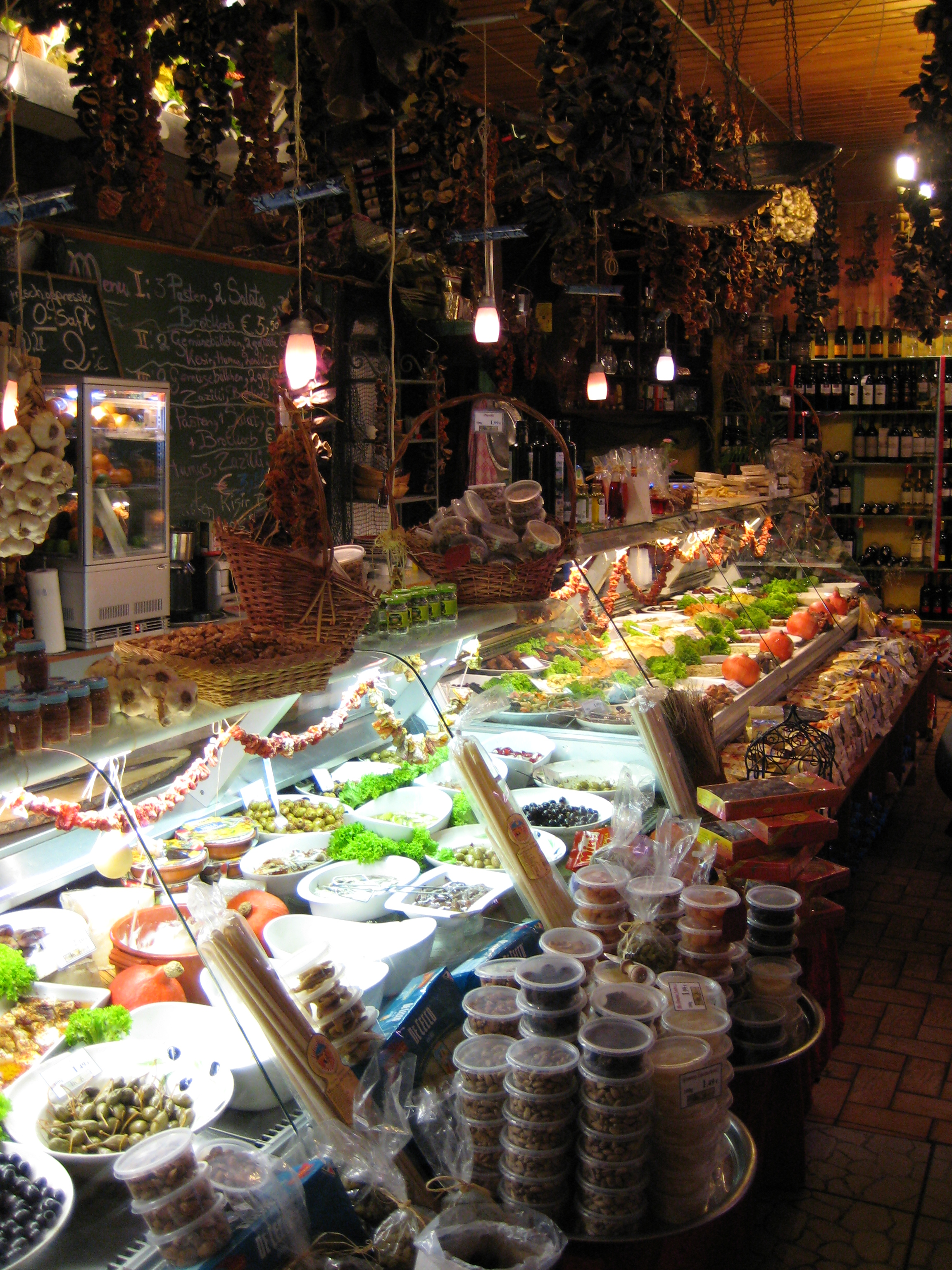
Deli Knofi sur la Bergmannstraße

Après la réunification politique, la Bergmannstraße devient une promenade avec des cafés, des restaurants, des snack-bars et des boutiques, ce qui donne au quartier peuplé environnant le nom de Bergmannkiez. Les habitants et les commerçants la décrivent comme "la rue la plus colorée de Berlin" et la qualifient de "quartier intact avec de bonnes infrastructures et une qualité de vie élevée" .
À mi-chemin, au bout de la Zossener Straße (de), la Marheinekehalle (de) est l'une des dernières halles historiques de Berlin (de) sur la Marheinekeplatz (de). La place porte le nom du théologien protestant Philipp Konrad Marheineke. Sur la place se trouve l'église de la Passion (de).

## Utilisation
Depuis 1994, le festival de rue Kreuzberg jazzt ! se déroule chaque année en juin dans la moitié ouest de la Bergmannstraße. Avec plus de 300.000 visiteurs, trois scènes musicales avec plus de 50 groupes, une scène de théâtre avec un défilé de mode du quartier et la manifestation simultanée Kreuzberg kocht ! sur la Chamissoplatz, où les meilleurs chefs de Kreuzberg proposent des dégustations culinaires, l'un des festivals les plus importants du quartier et l'un des plus grands événements de jazz de Berlin.
Depuis le 20 septembre 2008, la partie est de la Bergmannstraße entre Südstern et Marheinekeplatz est désignée comme piste cyclable.
Sur la partie ouest de la Bergmannstrasse entre Zossener Straße et Mehringdamm, une zone de rencontre est testée dans les années 2010 dans le cadre de la décision du Sénat de Berlin sur la circulation des piétons. Cette zone de rencontre est constituée de marquages routiers et de mobiliers,  qui ont coûté jusqu'à présent plus de 860.000 euros.

## Monuments architecturaux le long de la rue
De nombreux premiers bâtiments de la fin du XIXe siècle sont préservés et sont largement rénovés. Les maisons et bâtiments scolaires suivants sont sous la protection des monuments :
- Bergmannstraße 1–4 : immeubles d'appartements de 1871, 1877 et 1893
- Bergmannstraße 5–7 : sous-station de Hans Heinrich Müller (de), construite de 1929 à 1931
- Bergmannstraße 8-10 : bâtiments appartenant à l'ensemble monumental Chamissoplatz
- Bergmannstraße 12/13 et 15–20 : immeubles d'appartements de 1874 à 1879
- Bergmannstrasse 28/29 : anciens 133e et 149e L'école communautaire double selon les plans de l'agent de construction de la ville Hermann Blankenstein ouvre ses portes en 1885
- Bergmannstrasse 60–65 : anciennes 60e et 236e écoles communautaires d'après les plans de Ludwig Hoffmann et Fritz Haack, 1901/02
- Bergmannstraße 39–41, 42–44 et 45–47 : cimetières de la Bergmannstraße